# Atractus hostilitractus
Atractus hostilitractus — вид змій родини полозових (Colubridae). Ендемік Панами.

## Поширення і екологія
Atractus hostilitractus відомі з типової місцевості, розташованої в долині річки Морті в панамській провінції Дар'єн на сході країни. Вони живуть у вологих рівнинних тропічних лісах, на висоті від 100 до 200 м над рівнем моря.